# Weber Antal (építész)
Weber Antal (Pest, 1823. október 9. – Budapest, 1889. augusztus 4.) magyar műépítész, a 19. század végének jelentős alkotója, akinek historizáló stílusú egyetemi középületeit a mai napig használják.

## Életpályája
Iskolái elvégzése után Hild József építészhez került, akinek a vezetése alatt az esztergomi bazilika építkezésénél mint előmunkás dolgozott. Innen Bécsbe ment és a szépművészeti akadémia hallgatója lett. Az akadémia akkori nagy hírű igazgatója, Nobili gróf nagyon megkedvelte az önálló felfogású, szép ízlésű fiatal magyart és mindenáron Bécsben akarta marasztalni, de Weber csak haza vágyódott, itthon akarván tehetségét és tanulmányait érvényesíteni. 1846-ban kezdett Pesten mint önálló építész működni, de csakhamar a rajzeszközt a fegyverrel kellett felcserélnie. 1848-ban beállott mint közhonvéd a Zrinyi-zászlóaljba és a szabadságharc lezajlása után, hogy a besoroztatástól megmeneküljön, hosszú ideig bujdosni volt kénytelen. 1851-ben végre megnyugodhatott és ekkor kiváló tehetsége, rendkívüli szorgalma és becsületessége révén az ország több előkelő családjának lett építészévé. Az ország különböző részeiben több kastélyt, templomot épített vagy alakított át, amely működése 1867-ig tartott és ezen évtől kezdve főleg Budapesten épített. 1872-ben nagyobb tanulmányutat tett Olaszországban, de már előbb a hatvanas évek végén tevékeny részt vett a magyar mérnök- és építészegyesület megalapításában, amely egyesületnek egyik alapítója és haláláig választmányi tagja volt. 1873-ban, miután Budapest főváros bizottsági tagjává választották, kiváló tevékenységet fejtett ki úgy itt, mint a fővárosi közmunkák tanácsában a főváros rendezése körül. 1875-től 1885-ig ő vezette az összes magánépítkezési ügyeket. Az 1873. évi párizsi világkiállításon terveivel és a már végrehajtott építkezéseit feltüntető rajzaival kiváló elismerést aratott és a becsületrend lovagjává nevezték ki. 1881-ben Trefort Ágoston felkérésére átvette a vallás- és közoktatásügyi minisztérium építészeti osztályának vezetését és ezen működési körében rendkívüli munkásságot fejtett ki, amelynek elismeréséül a vaskoronarendet nyerte el.
Utolsó éveiben tüdő- és mellhártyagyulladással küzdött, 66 éves korában, 1889. augusztus 4-én hunyt el. A később felszámolt Németvölgyi temetőben temették el.

## Ismert épületei

### Budapesten
- 1870s: Halász-ház, Budapest, 1067 Eötvös utca 13.[4]
- 1870s: Bellevue-villa, Budapest, 1062 Andrássy út 141. (később lebontották)[4][5]
- 1872–1873: Egyesült Budapesti Fővárosi Takarékpénztár, 1051 Budapest, Dorottya utca 6.[4][5]
- 1874: Szerb-ház, 1056 Budapest, Váci utca 66.[4]
- 1874–1876: Bérpalota, 1065 Budapest, Bajcsy-Zsilinszky út 37.
- 1875–1876: Ádám-villa, Budapest, 1088 Bródy Sándor u. 4.[4][5]
- 1877–1878: Erdődy-villa, Budapest, 1062 Andrássy út 104.[4][5] (ma: Orosz Nagykövetség)
- 1879–1884/85 a II. számú Belklinika (ma: Semmelweis Egyetem II. Számú Belgyógyászati Klinika "A" épülete), 1088 Budapest, Szentkirályi u. 46.  – Kolbenheyer Ferenc tervei szerint kezdték el az építését, de a tervező időközben elhunyt, így Weber fejezte be az épületet
- 1881–1884: Semmelweis Egyetem Központi Igazgatási Épület, 1085 Budapest, Üllői út 26.[6]
- 1883–1885: Állat- és Ásványtani Intézet, ma: ELTE BTK, 1088 Budapest, Múzeum körút 4.[4][7]
- 1883–1885: Természettani Intézet, ma: ELTE BTK, 1088 Budapest, Puskin utca 5.[4]
- 1884: Angyalföldi Elme- és Ideggyógyintézet épületei, 1135 Budapest, Róbert Károly körút 82-84. (A régi központi épületet 1984-85-ben lebontották, az egykori intézetet a Nyírő Gyula Kórház magába olvasztotta és a kórház elme- és idegosztályaként működik tovább.)[8][9]
- ?: egyetemi gazdászati épület[5]
- számos magánház.[5]

### Vidéken
- Zichy-kastély, Nagyhörcsökpuszta[4]
- Erdődy-kastély, Vörösvár[4]
- Esterházy-kastély, Galánta[4]
- az ún. vörös torony[5]
- Római katolikus templom, Újszász[5]
- Római katolikus templom, Agárd[5]

Restaurálta a cinkotai Beniczky-kastélyt.

## Képtár

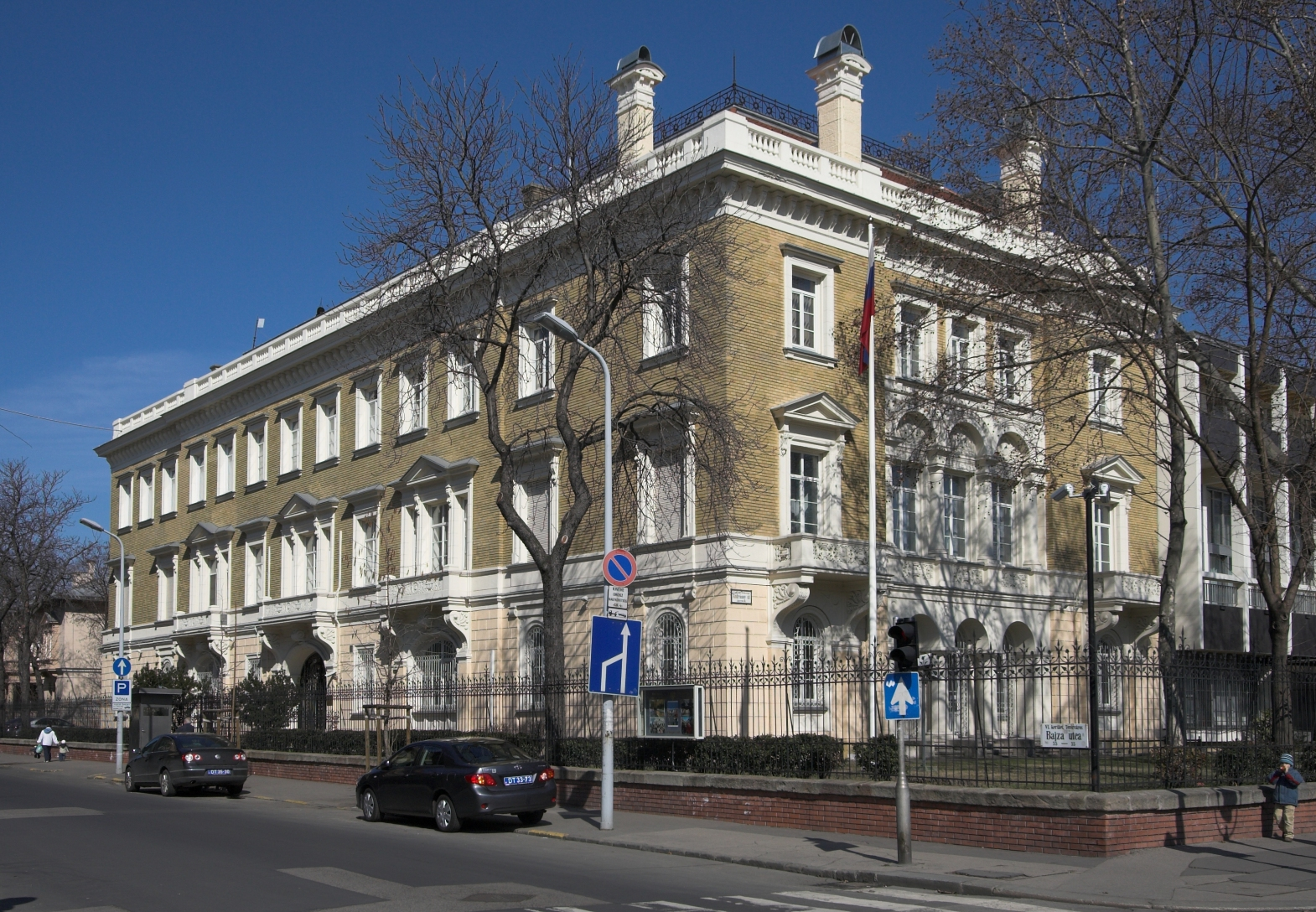
Erdődy-villa
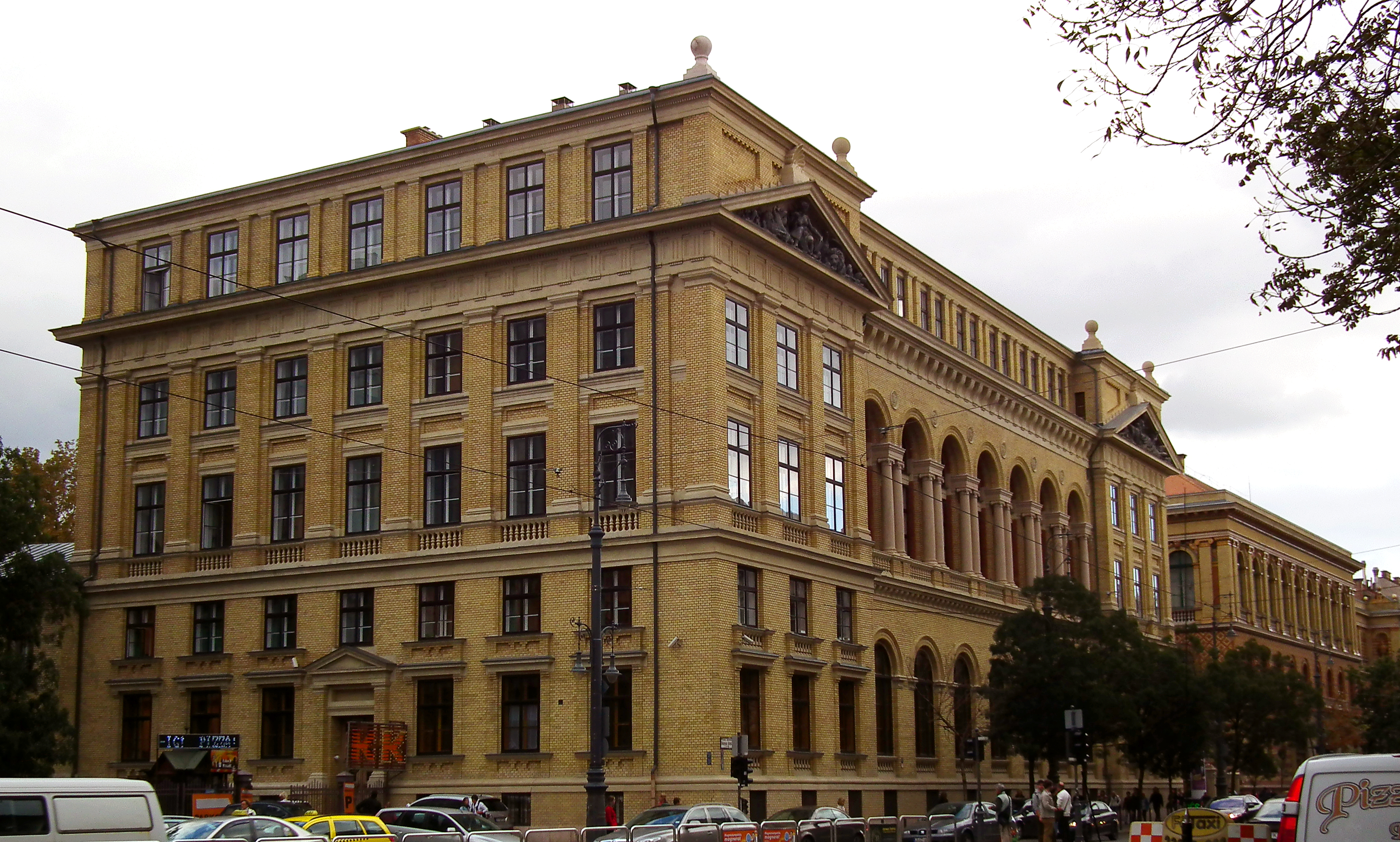
Állat- és Ásványtani Intézet
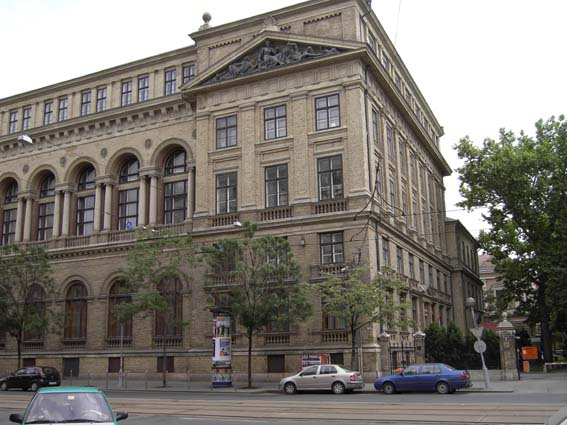
Állat- és Ásványtani Intézet (részlet)
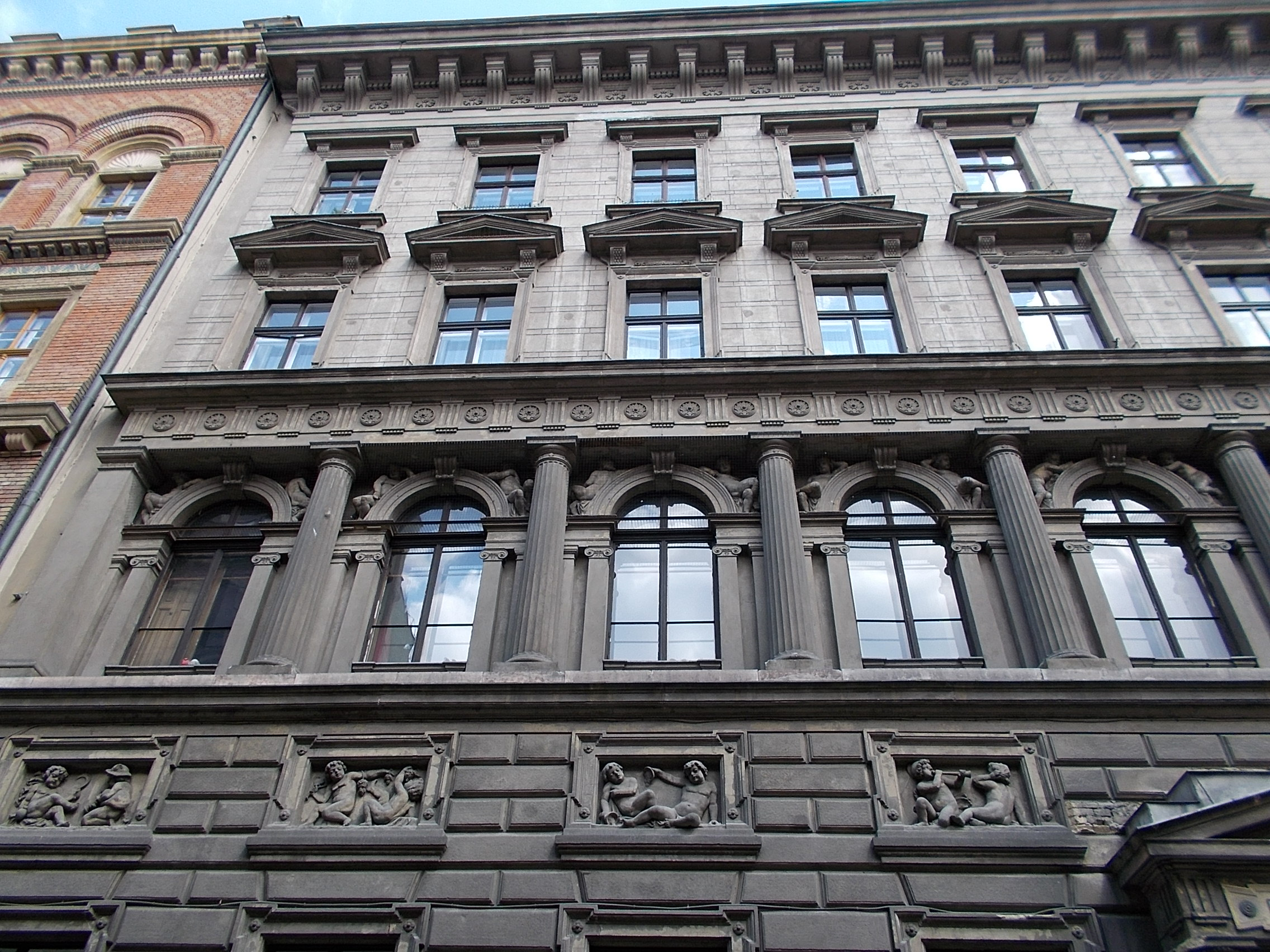
Szerb-ház
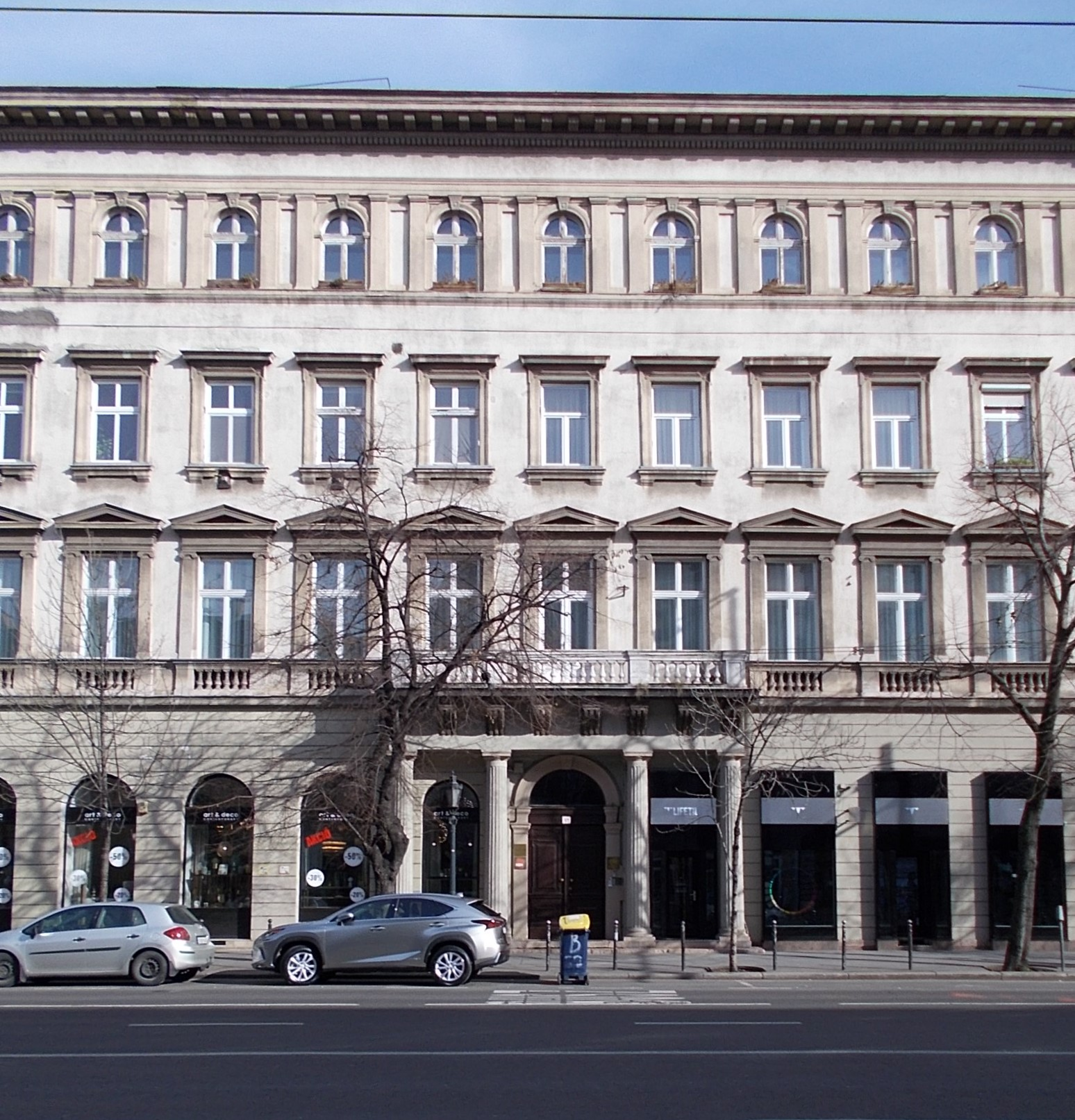
Bérpalota, Bajcsy-Zsilinszky út 37.
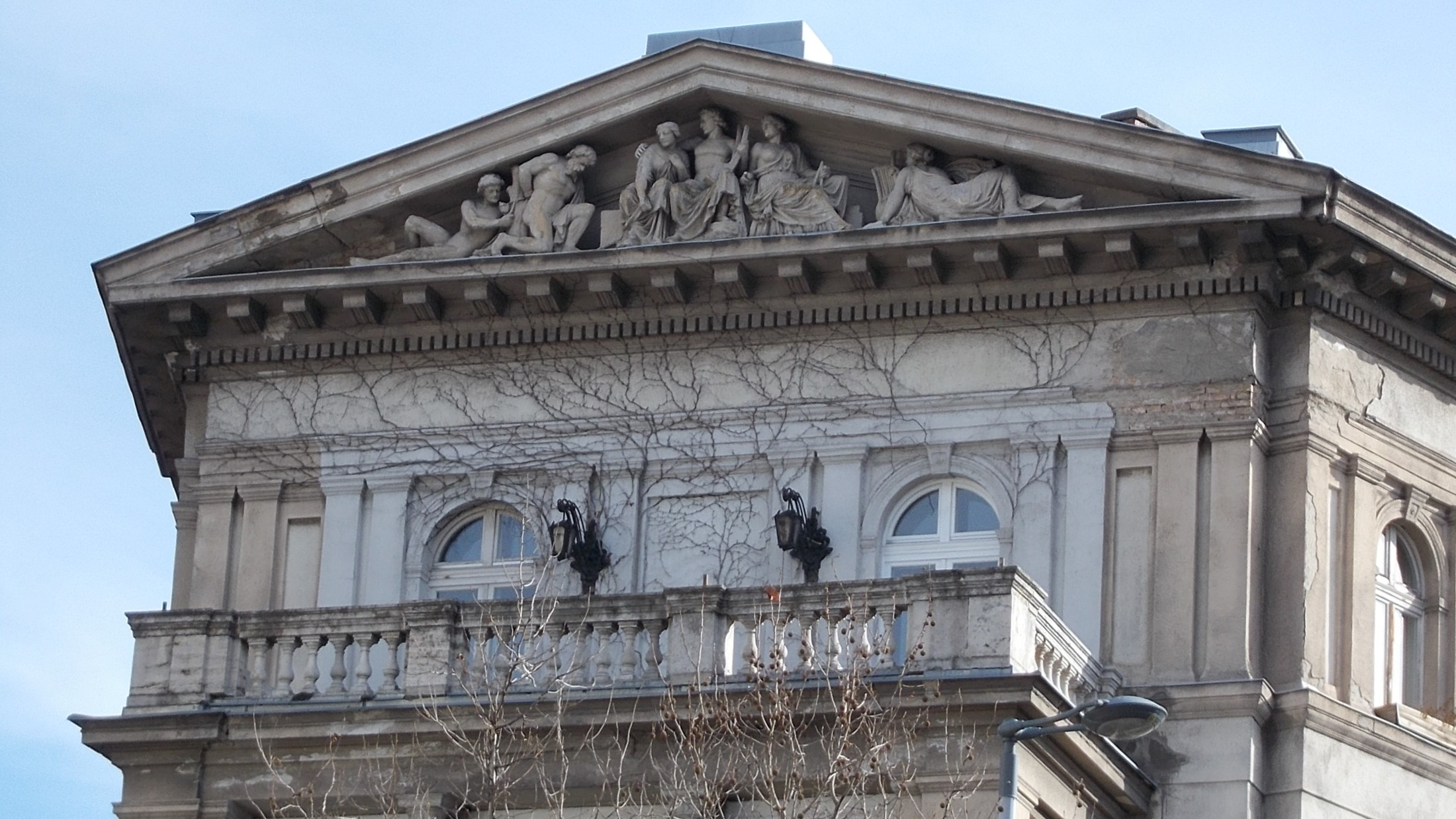
Bérpalota, Bajcsy-Zsilinszky út 37. (részlet)
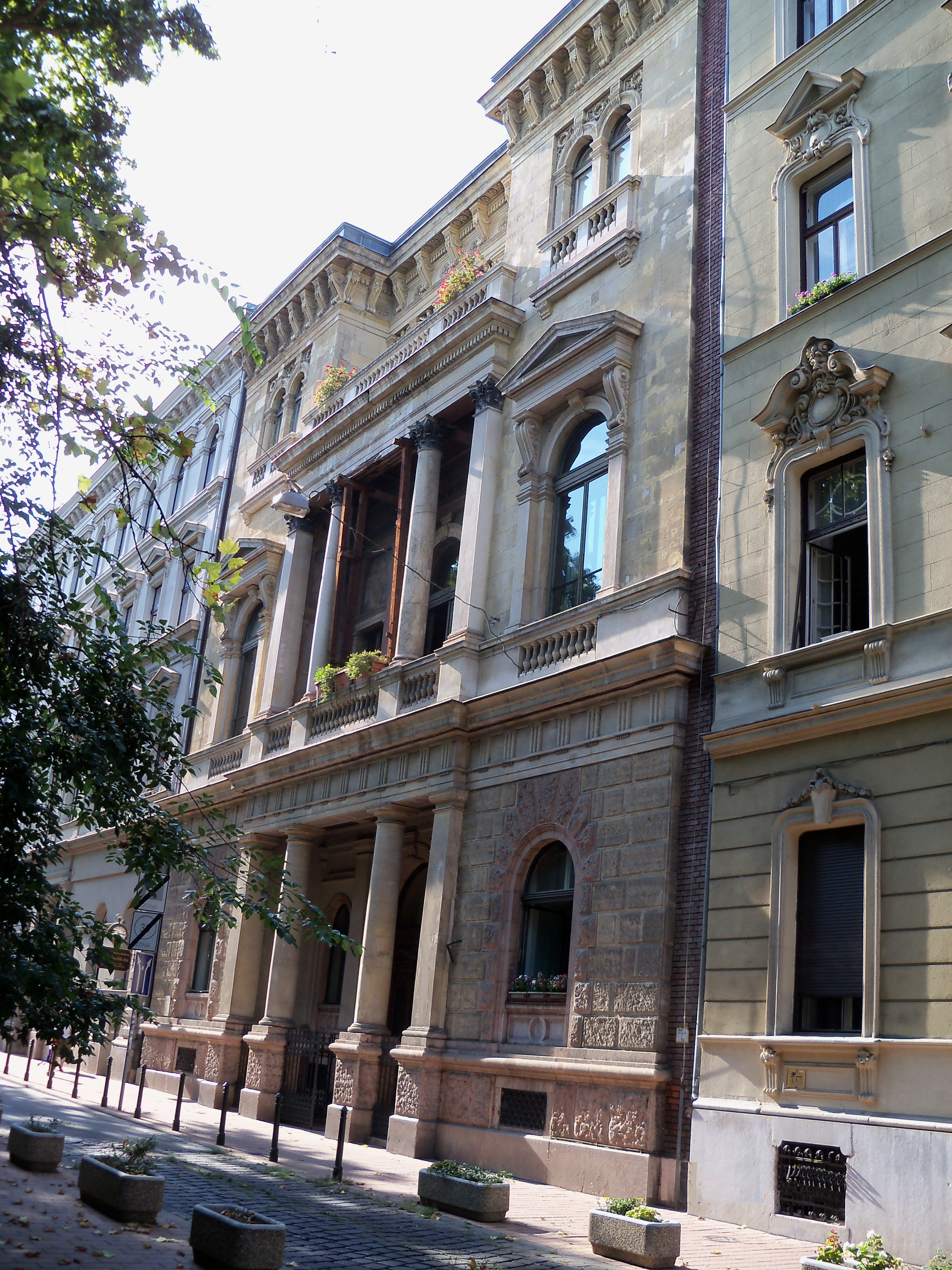
Ádám-villa
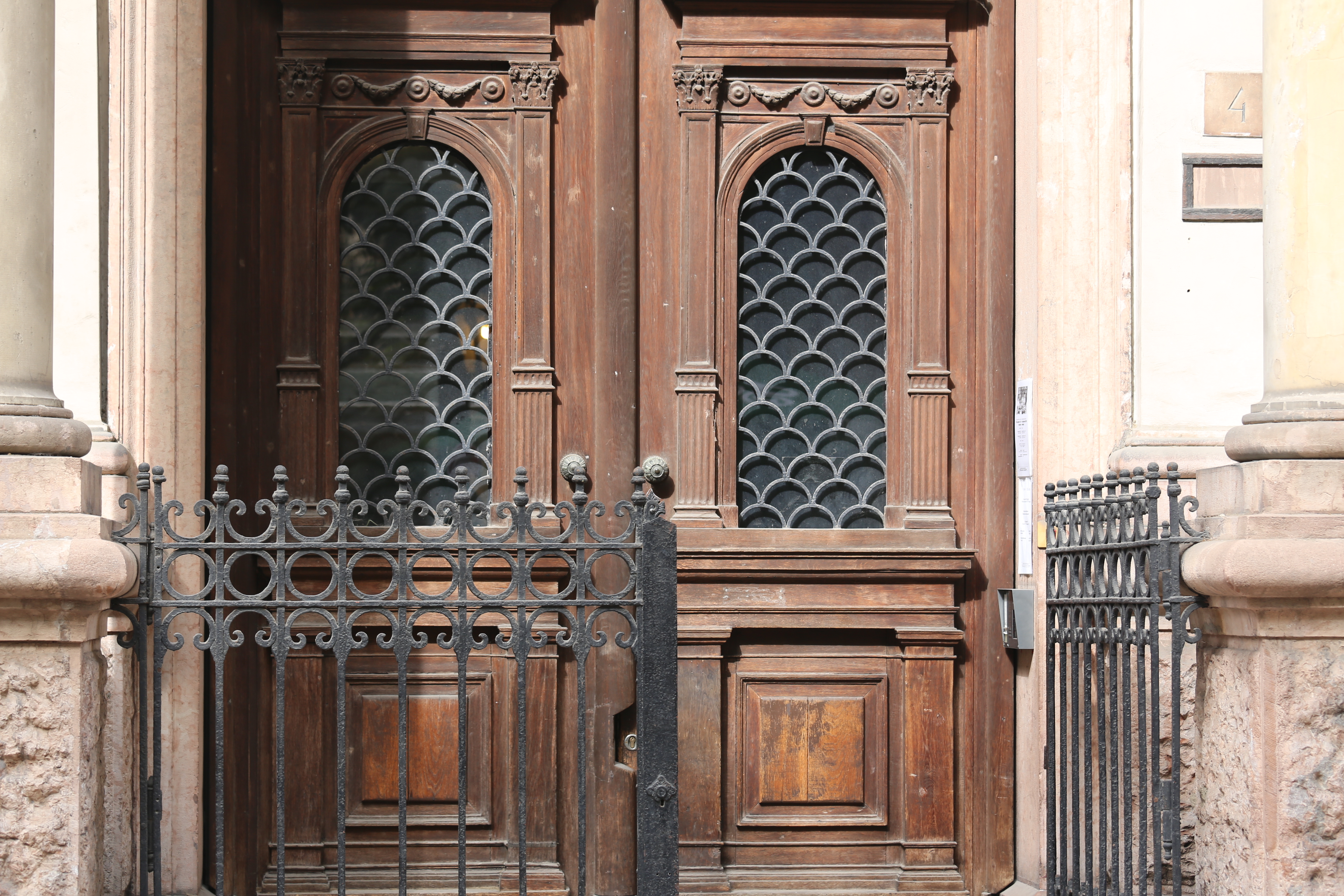
Ádám-villa (részlet)
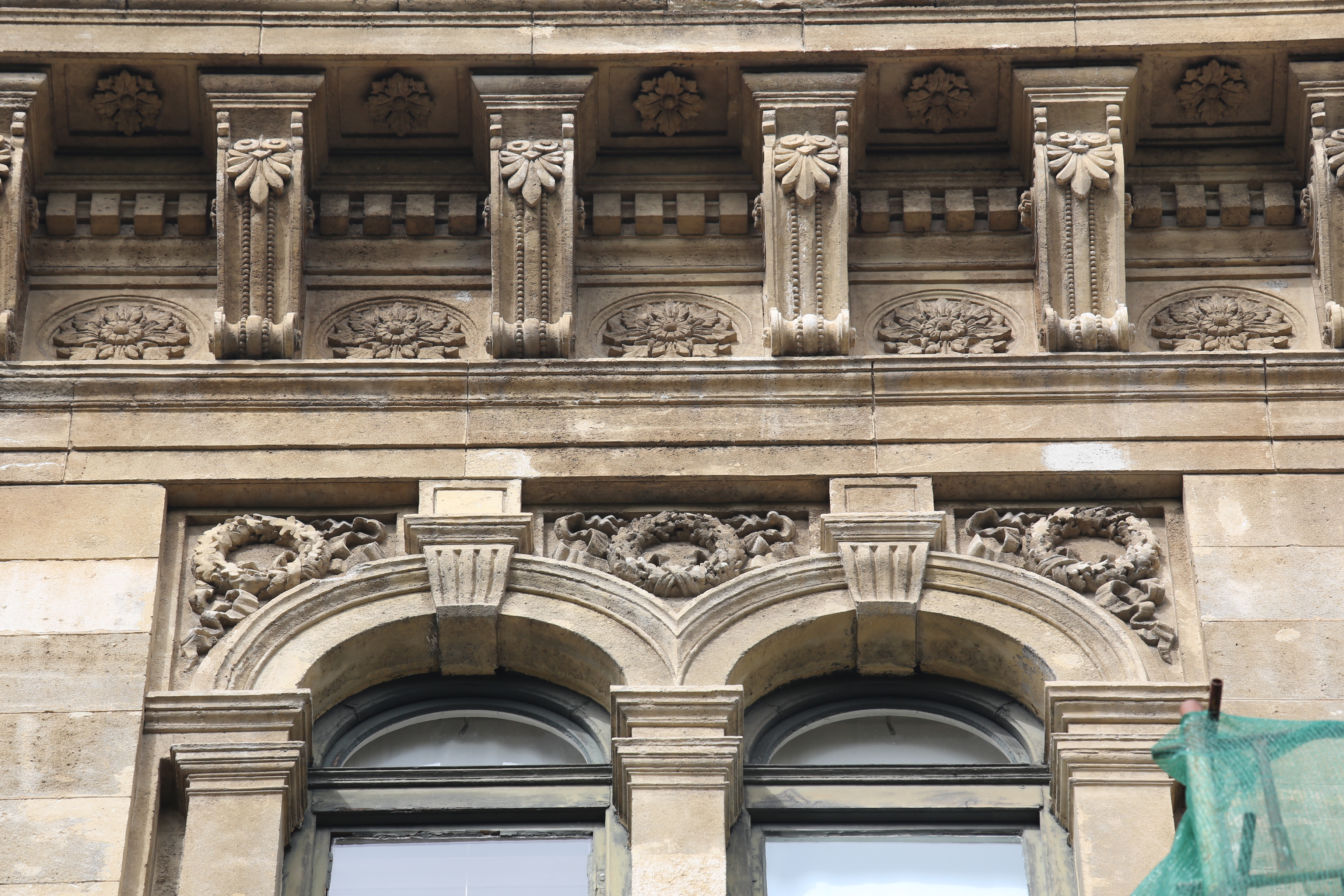
Ádám-villa (részlet)
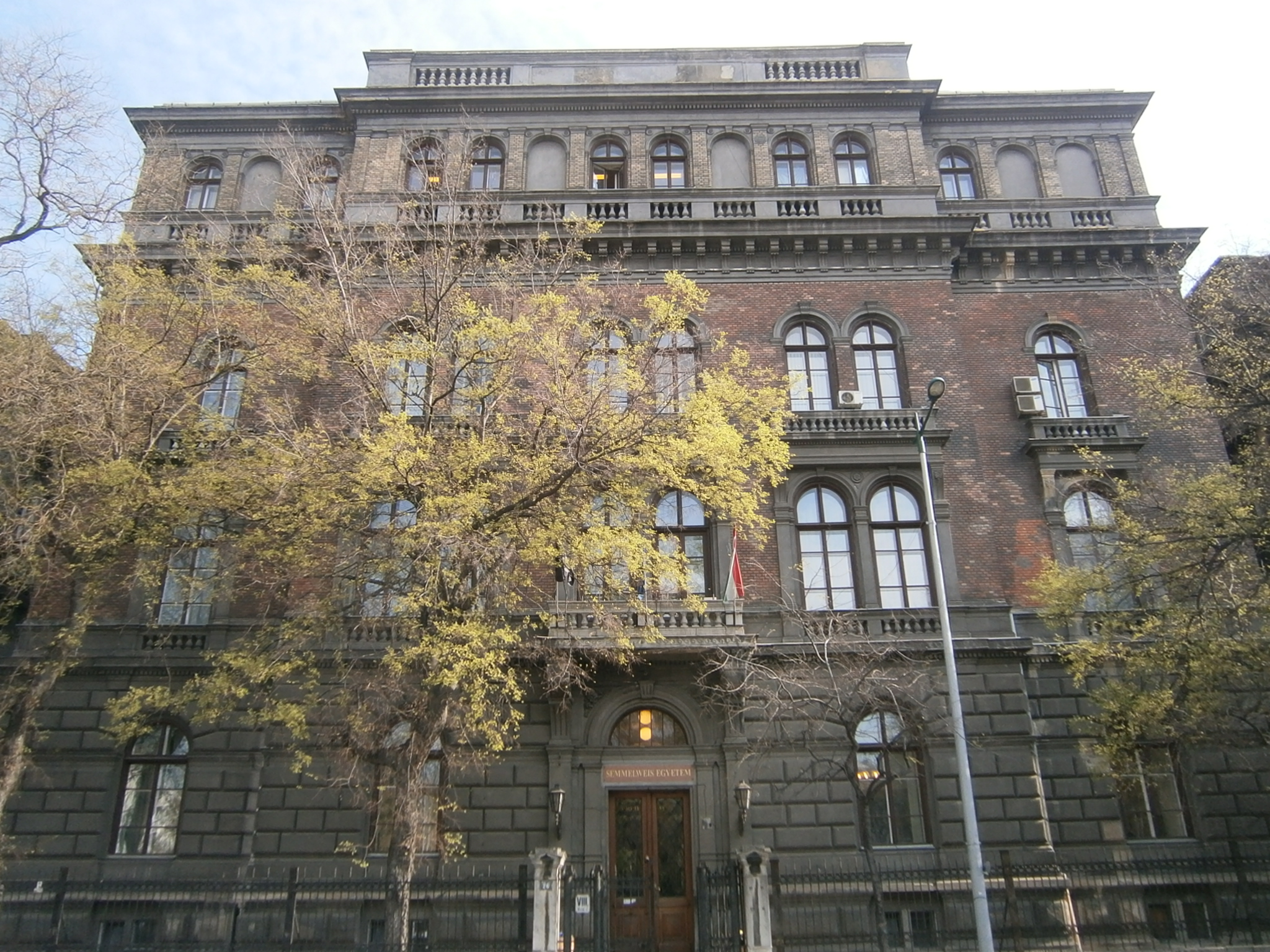
Semmelweis Egyetem Központi Igazgatási Épület
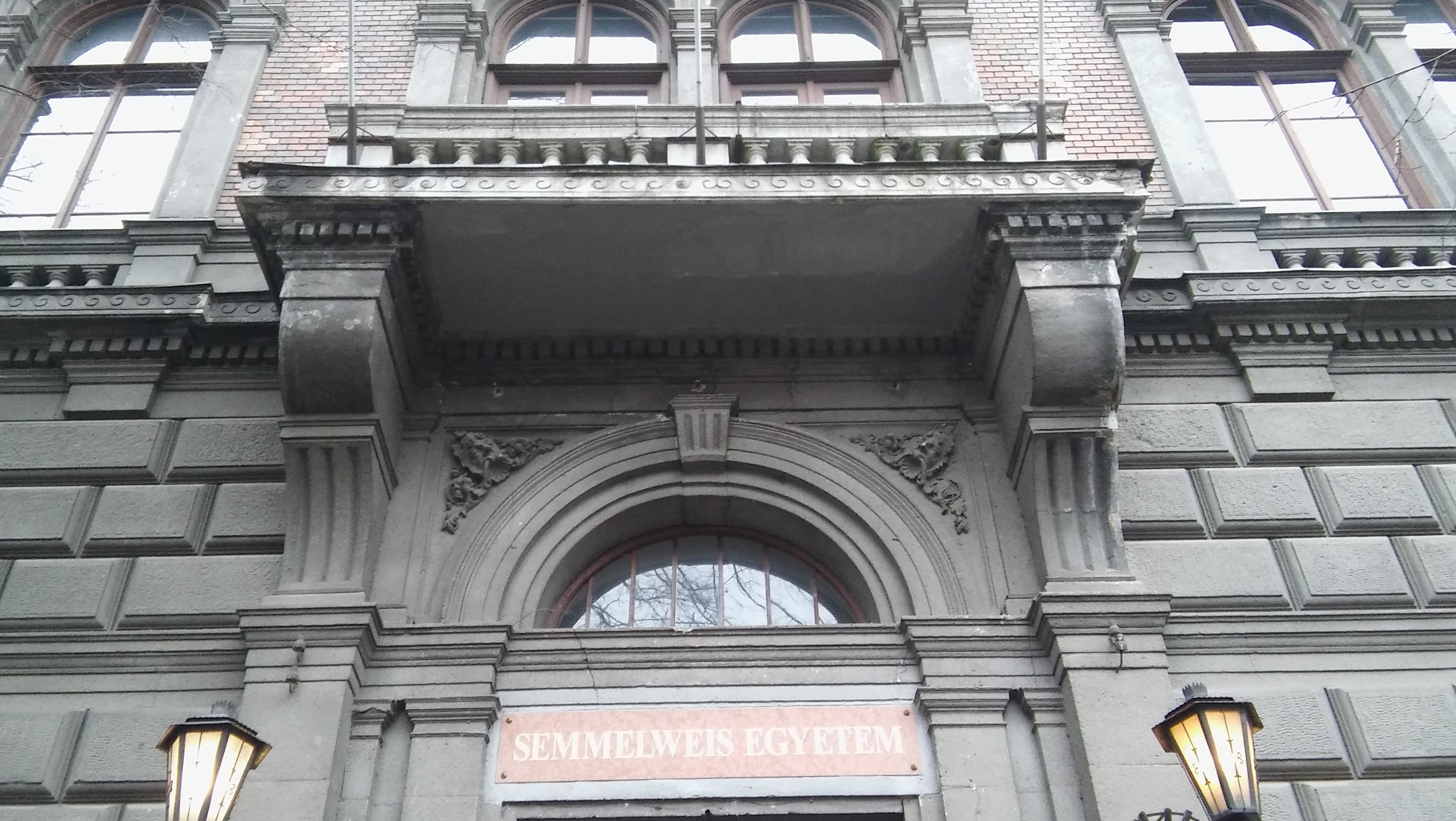
Semmelweis Egyetem Központi Igazgatási Épület (részlet)
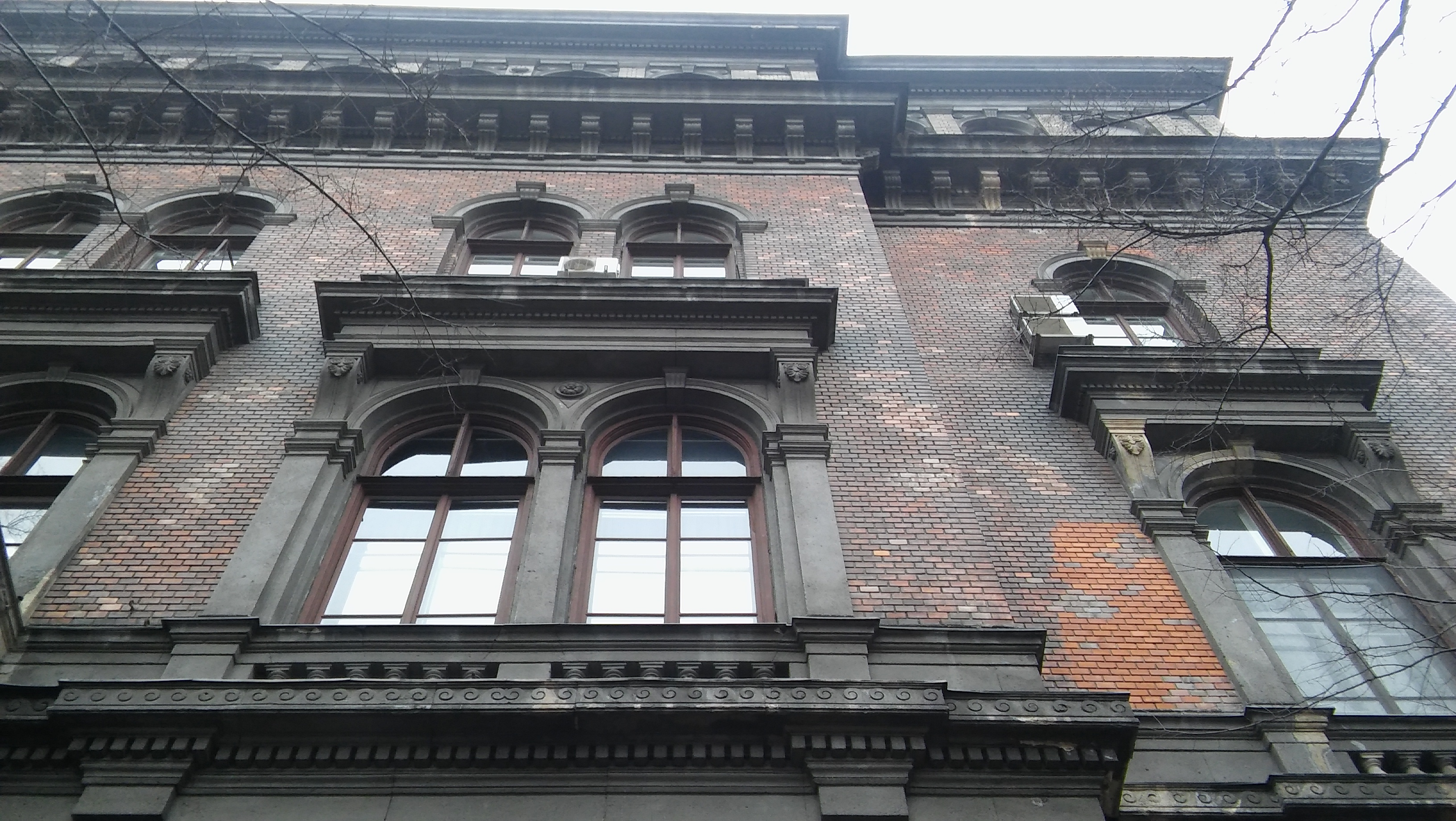
Semmelweis Egyetem Központi Igazgatási Épület (részlet)
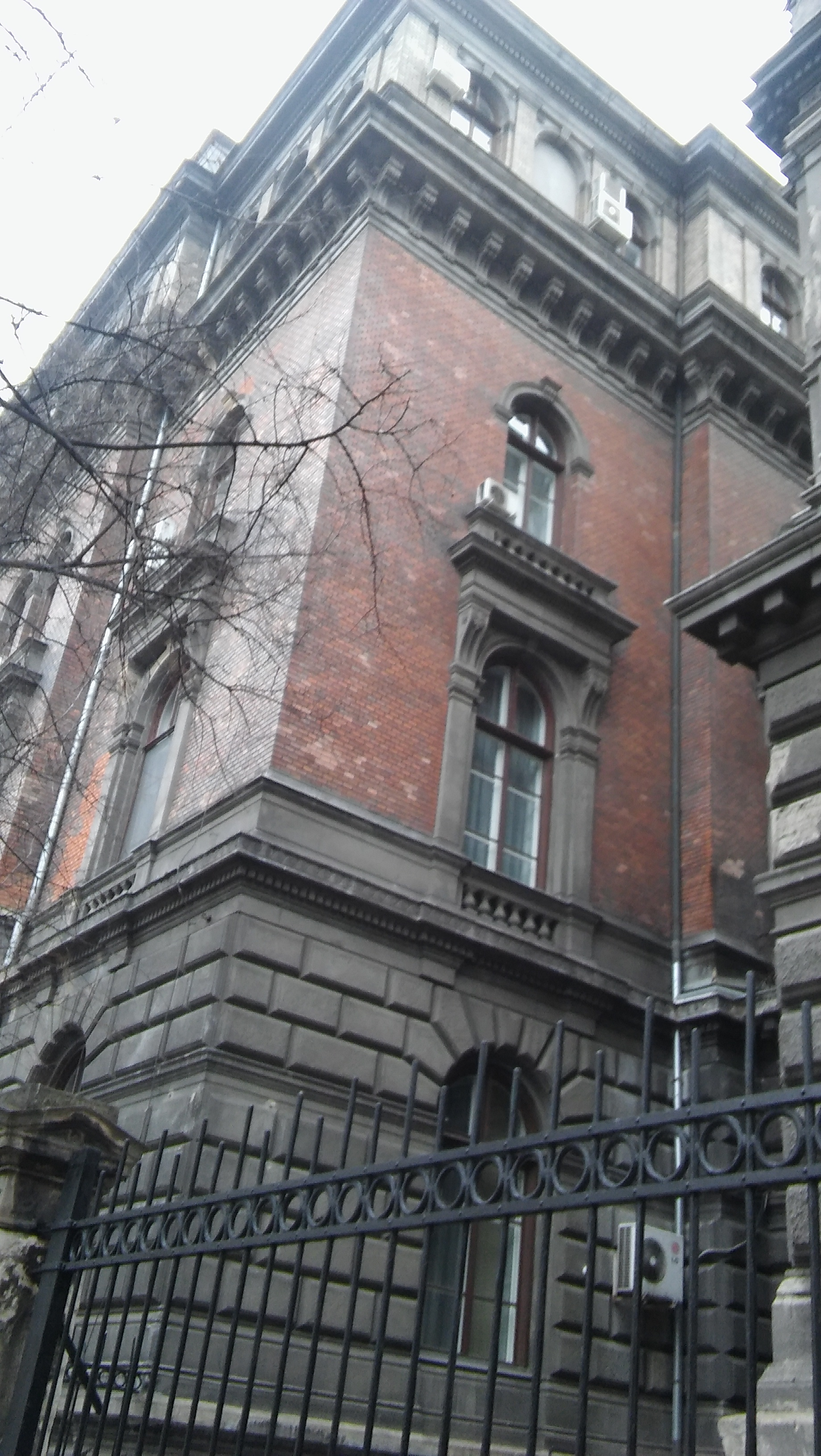
Semmelweis Egyetem Központi Igazgatási Épület (részlet)

## Egyéb külső hivatkozások
- https://repozitorium.omikk.bme.hu/handle/10890/608
- http://lechnerkozpont.hu/cikk/egy-elfelejtett-nagy-magyar-epitomuveszrol